# Long Định, Bình Đại
Long Định là một xã cũ thuộc huyện Bình Đại, tỉnh Bến Tre, Việt Nam.
Xã Long Định có diện tích 7,73 km², dân số năm 1999 là 5.460 người, mật độ dân số đạt 706 người/km².